# Warm-Hot Intergalactic Medium
Der Begriff warm-heißes intergalaktisches Medium bzw. englisch warm–hot intergalactic medium, kurz WHIM, bezeichnet Anteile des intergalaktischen Mediums mit einer vergleichsweise hohen Temperatur, das den Raum zwischen einzelnen Galaxien füllt. Es besteht zum größten Teil aus ionisiertem Wasserstoff und einem nennenswerten Anteil an Helium.
Das Gas ist durch (astrophysikalisch gesehen) recht hohe Temperaturen von {\displaystyle 10^{5}} K bis {\displaystyle 10^{7}} K ionisiert. Dieser Zustand wird daher warm-heiß genannt. Computersimulationen ergeben, dass ein Großteil der baryonischen Materie des derzeitigen Universums in diesem Zustand existiert. Ein Institut der Max-Planck-Gesellschaft hat mithilfe optischer Spektroskopie mit großen bodengestützten Teleskopen und der ultravioletten Spektroskopie aus dem All Messungen dazu durchgeführt, die momentan ausgewertet werden.
Das intergalaktische Medium nimmt den intergalaktischen Raum ein. Die Extinktion von Sternlicht durch das IGM ist i. A. vernachlässigbar klein.
2020 berichteten Astrophysiker die erste direkte Messung von baryonischer Materie in WHIM Filamenten des kosmischen Netzwerks und erbringen mit ihren Röntgenemissionsmessungen einen empirischen Nachweis für eine kürzlich gefundene Lösung des „Missing-Baryons-Problems“ – dem Fehlen direkter Beobachtungen von ~40 % gewöhnlicher Materie.